# 美被杜鹃
美被杜鹃（学名：Rhododendron calostrotum），为杜鹃花科杜鹃花属下的一个变种。

## 扩展阅读
維基物種上的相關：美被杜鹃